# Resolució 1770 del Consell de Seguretat de les Nacions Unides
La Resolució 1770 del Consell de Seguretat de les Nacions Unides fou adoptada per unanimitat el 10 d'agost de 2007. Després d'observar les resolucions anteriors sobre l'Iraq, el Consell va aprovar l'extensió del mandat de la Missió d'Assistència de les Nacions Unides per a l'Iraq (UNAMI) per un període de 12 mesos.

## Detalls
En aprovar l'extensió de mandat de dotze mesos, el Consell de Seguretat va ampliar el paper polític de l'organisme mundial a l'Iraq, destinat a reunir les faccions rivals del país en conflicte, obtenint un suport més ampli dels països veïns i enfrontant-se a la crisi humanitària més profunda.
El Consell va ampliar les responsabilitats de la UNAMI, autoritzant al seu cap a «assessorar, donar suport i ajudar» el Govern iraquià a avançar un "diàleg nacional inclusiu i reconciliació política", revisant la Constitució, establint fronteres internes i tractant amb els milions d'iraquians que han fugit de casa seva.
El secretari general de les Nacions Unides, Ban Ki-moon, ha acollit favorablement l'aprovació de la resolució i ha dit al Consell que els iraquians crearien ells mateixos un futur pacífic i pròsper, i la comunitat internacional donava suport als seus esforços. Les Nacions Unides augmentaran el seu paper i esperen treballar en una "estreta col·laboració" amb el Govern iraquià i el poble per fomentar el diàleg polític nacional, ajudar amb l'assistència humanitària i promoure els drets humans.